# Propebrevitrichia serowensis
Propebrevitrichia serowensis är en tvåvingeart som beskrevs av Shaun L. Winterton 2005. Propebrevitrichia serowensis ingår i släktet Propebrevitrichia och familjen fönsterflugor.
Artens utbredningsområde är Botswana. Inga underarter finns listade i Catalogue of Life.